# Marea Revoltă a Evreilor
Primul război evreo-roman (66–73), sau Marea Revoltă a Evreilor (המרד הגדול , ha-Mered Ha-Gadol), a fost una din cele trei revolte majore ale evreilor din Provincia Iudeea împotriva stăpânirii romane. Revolta a fost înăbușită și a dus la distrugerea Ierusalimului în anul 70.

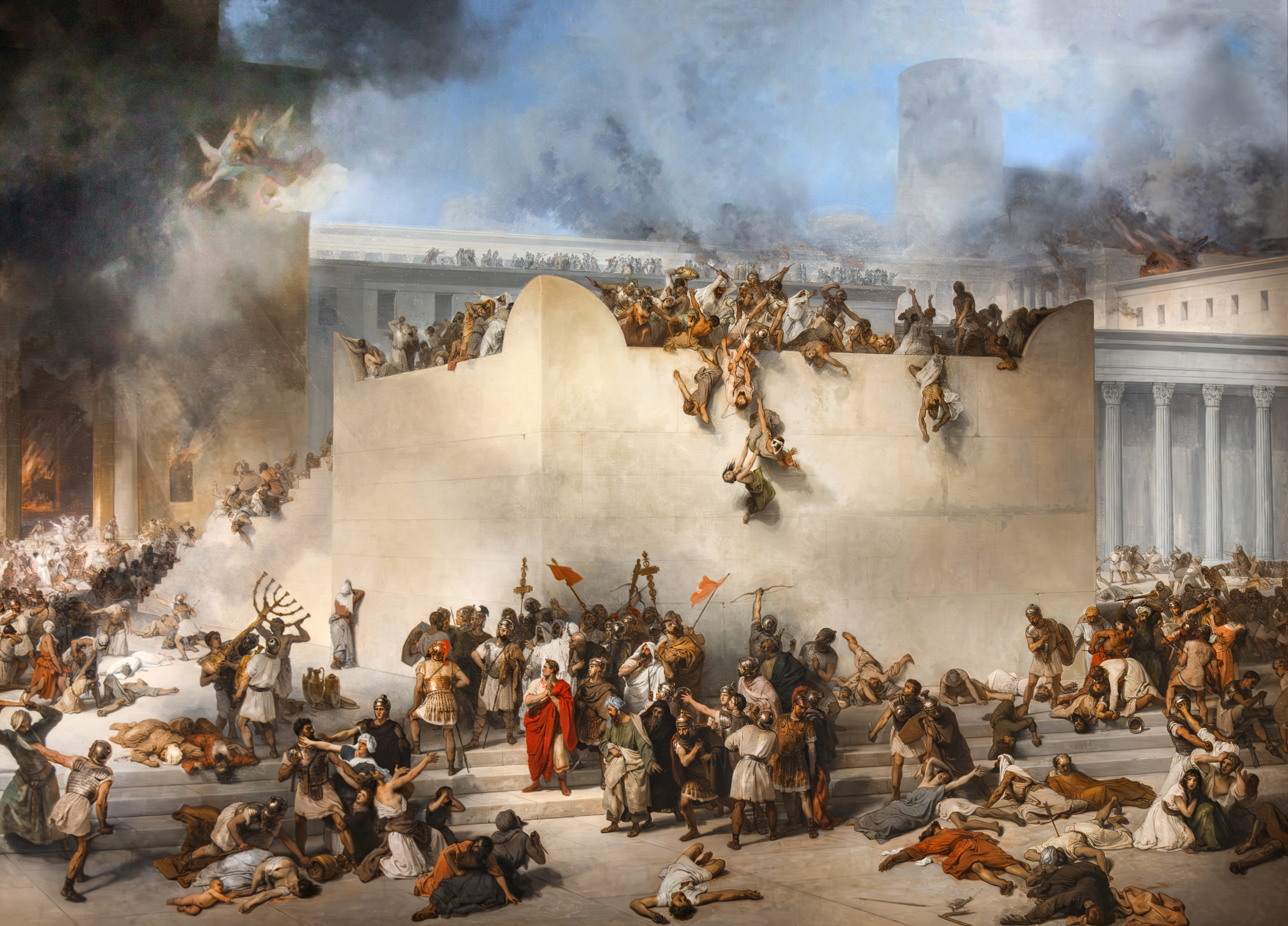
Distrugerea templului din Ierusalim.

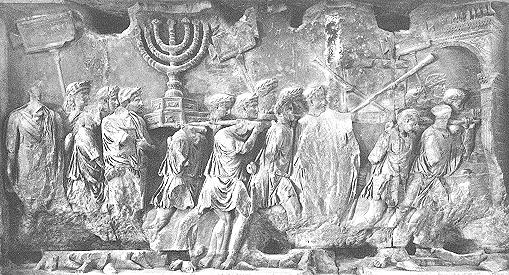
Tezaurul din Ierusalim în procesiunea triumfală a lui Titus la Roma.